# Hôtel Belvédère du Rayon vert
L'hôtel Belvédère du Rayon Vert est un ancien hôtel de style « paquebot » situé à  Cerbère en France, à la frontière espagnole. Ses infrastructures sont proposées à la location.

## Localisation
L'hôtel est situé à l'entrée nord de la commune de Cerbère, entre la voie ferrée et la route départementale 914 vers Perpignan (au départ du col des Balistres), avec une vue sur la mer.
En 1937, le Guide Michelin précise comme adresse : route de la Corniche. Alors, la rocade de l'actuelle RD 914 (avenue du Dr-Parcé) n'étant pas créée, le trafic routier passait alors au pied de l'hôtel.

## Histoire
D'un style art déco (style « paquebot »), il a été construit sur les plans de l'architecte perpignanais Léon Baille (1862-1951) entre 1928 et 1932 afin de permettre aux touristes devant attendre l'obtention d'un visa pour entrer en Espagne et le changement d'essieux de leur train de passer la nuit. Il comprenait une salle de restaurant avec vue panoramique sur la mer Méditerranée, une salle de cinéma et son bar, un casino, un salon de lecture, une scène de théâtre à l'italienne et un court de tennis sur le toit. Les carrelages du sol et les faïences ont été créés spécialement pour l'hôtel dans un atelier proche.

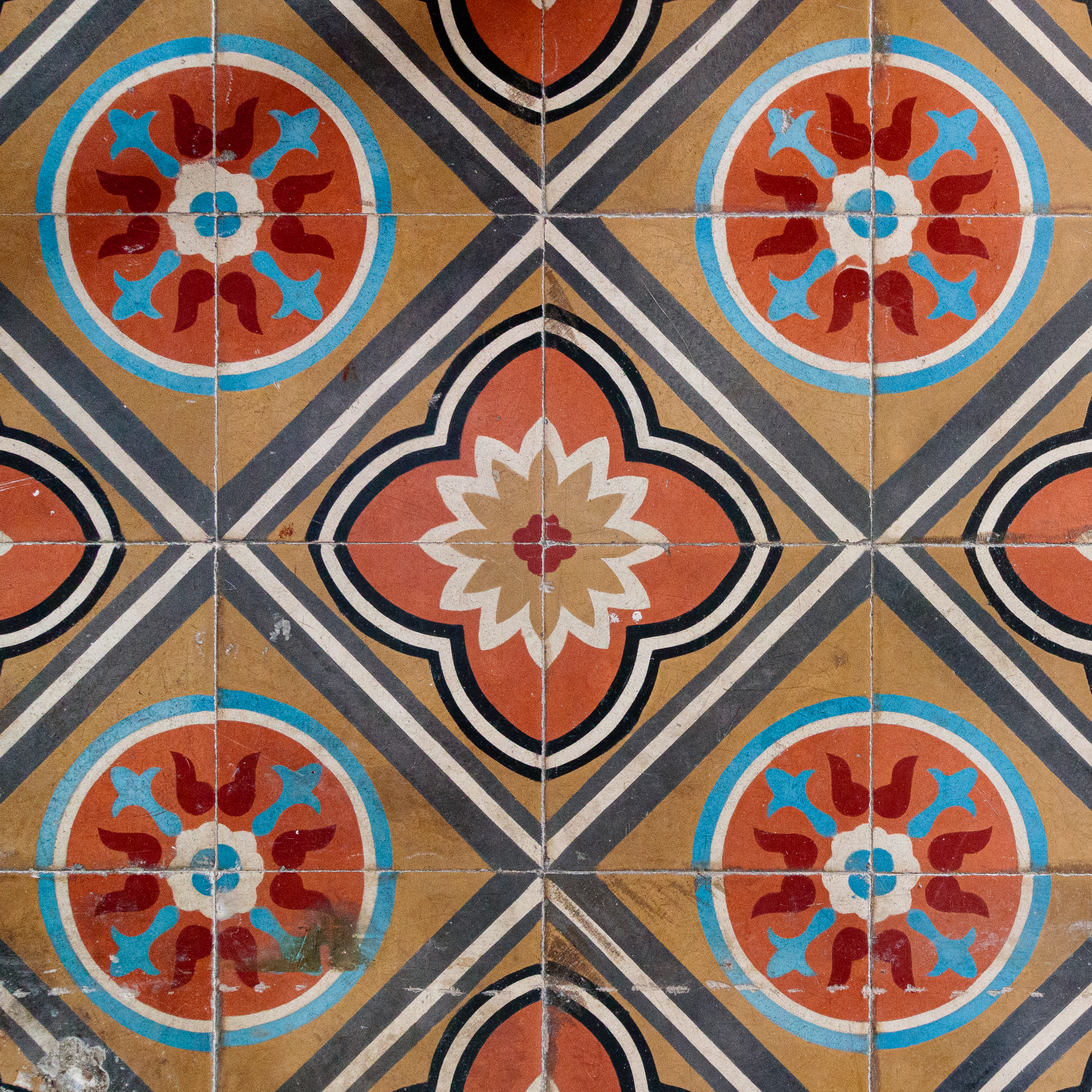
Divers carrelages de l'hôtel.
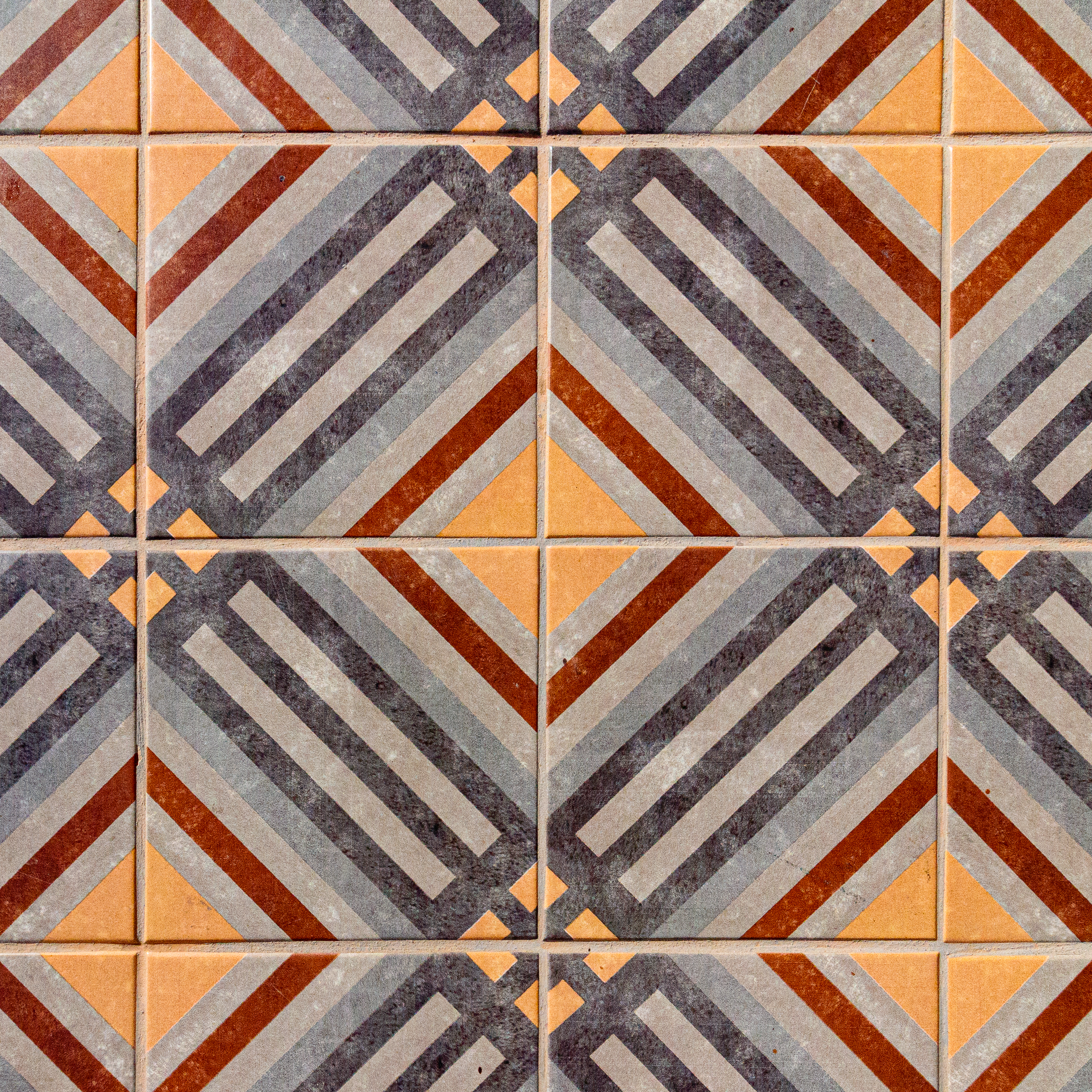
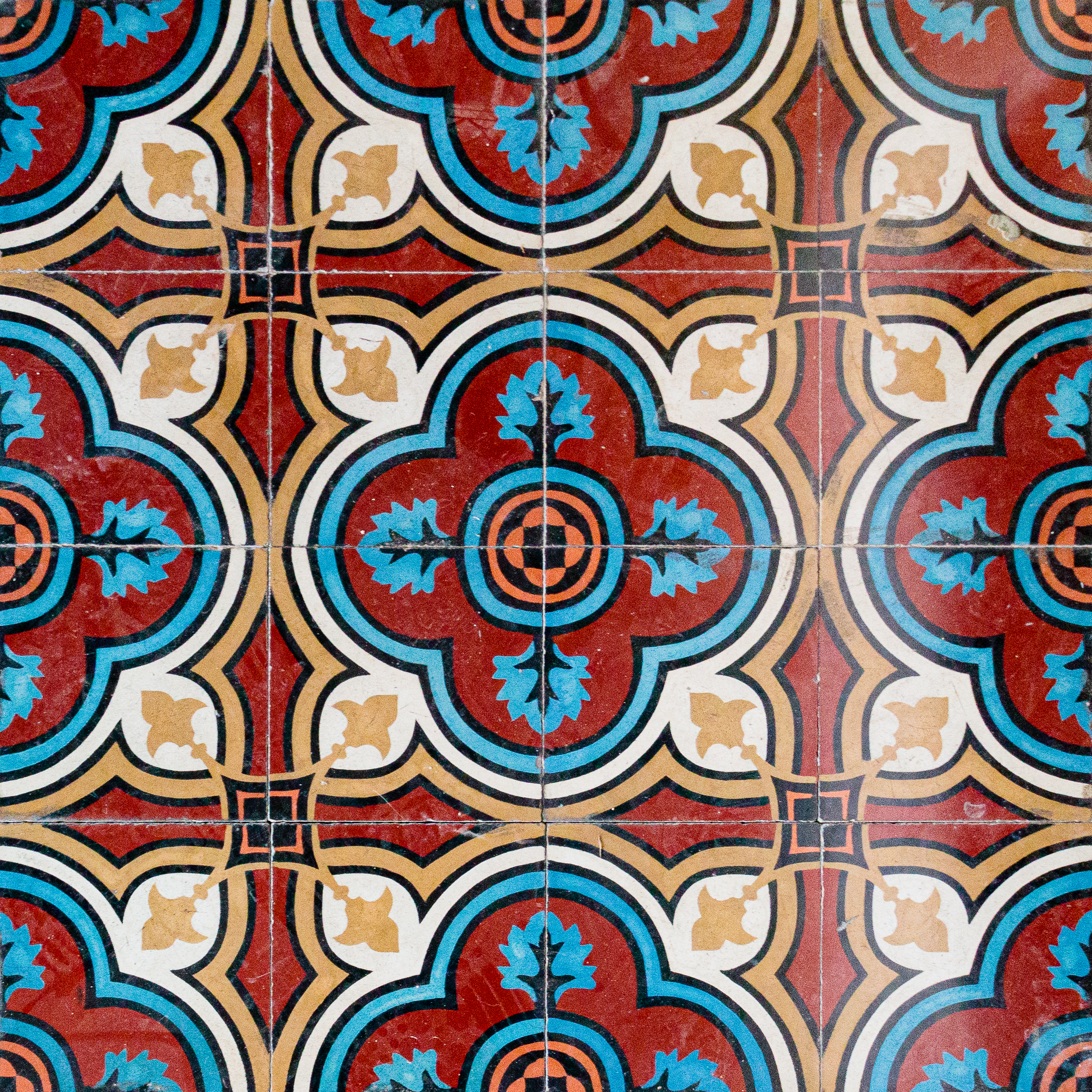
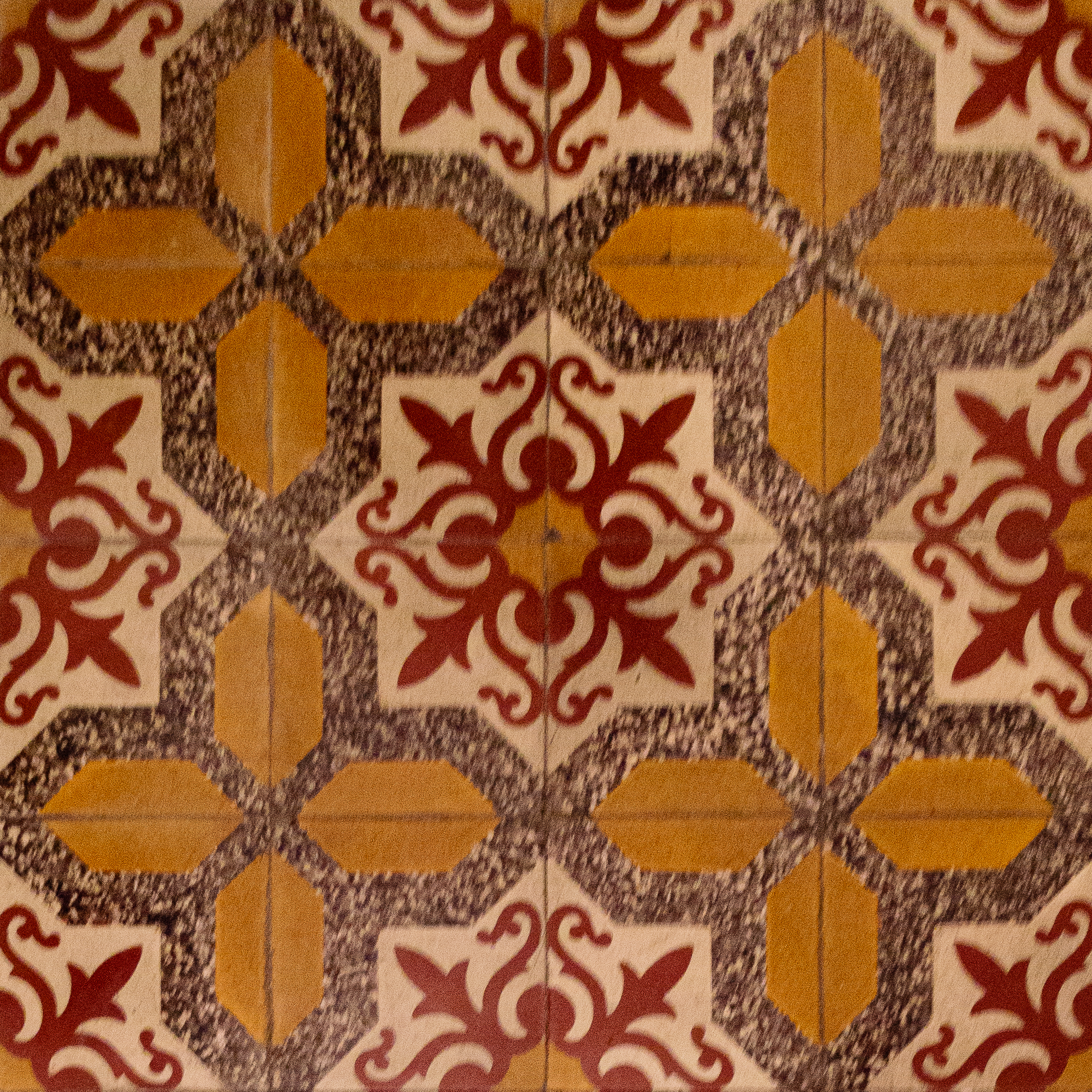
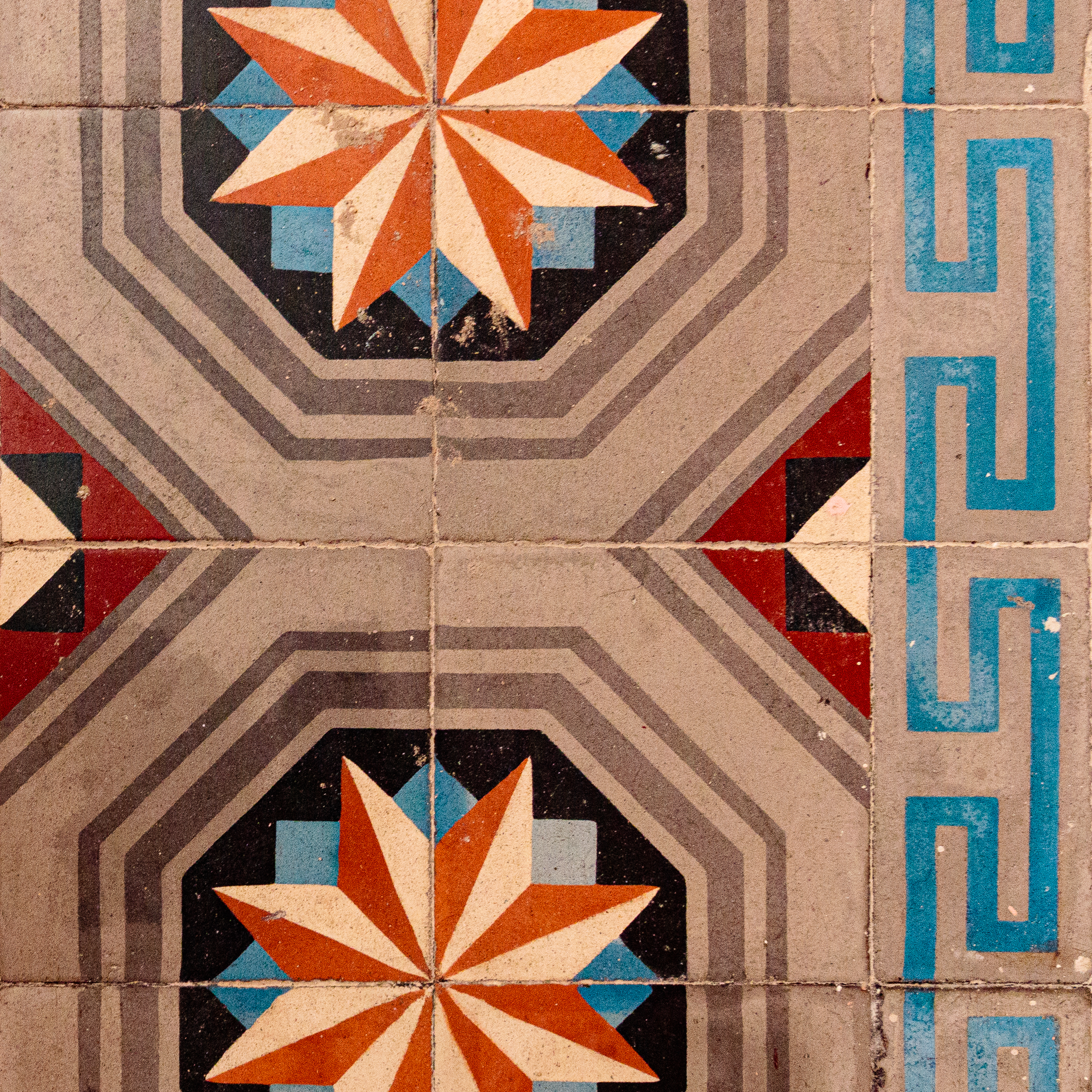

L'hôtel compte 30 chambres et est classifié 3 étoiles. En 1937, le Guide Michelin précise au titre du seul hôtel dénommé Belvédère du Rayon vert et Bel-Horizon 60 chambres équipées en eau froide et chaude pour un prix de 15 à 25 francs et 100 places de garage. Les repas s'échelonnent de 5 à 16 francs boisson comprise. 
Ses heures de gloire sont brèves : la guerre d'Espagne, provoquant la fermeture de la frontière (8 août 1936), empêche la manne que constitue le trafic ferroviaire et entraîne son déclin.
En outre, l'hôtel se voit réquisitionné par le Wehrmacht, forces armées du IIIe Reich, entre 1942 et 1944.
Malgré l'affaiblissement de ses activités durant la Seconde Guerre mondiale, l'hôtel reprend du service dans les années 1950, notamment avec des pratiques telles que le chant et la danse.
Construit en ciment armé, il est restauré progressivement après avoir atteint un état de délabrement avancé. Ses façades, sa salle de cinéma et sa terrasse supérieure sont inscrites le 9 avril 1987 au titre des monuments historiques.

## Le Belvédère auXXIesiècle
Le Belvédère est une société commerciale  qui propose à la location saisonnière neuf appartements de deux à six personnes. Le bâtiment est équipé d'un ascenseur.

## Architecture
Construit dans un style «paquebot», novateur dans les années 1920, cet édifice présente un ensemble de caractéristiques architecturales, marqueur de l'architecture navale : coursives arrondies, toit-terrasse avec des escaliers faisant écho aux cheminées d'un navire ainsi qu'une surface du bâtiment triangulaire avec une «poupe».

## Un artiste résident espagnol
Épris d'amour pour une habitante de Cerbère et espérant gagner sa main, José de Zamora résidant à l'hôtel en 1949 s'acquittait du loyer en peignant des fresques sur les murs intérieurs du bâtiment. Dans la salle à manger, une des peintures représente la femme aimée. Ce peintre, également illustrateur, dessinateur et écrivain, est né à Madrid en 1889, est décédé à Sitges (Espagne) en 1971.

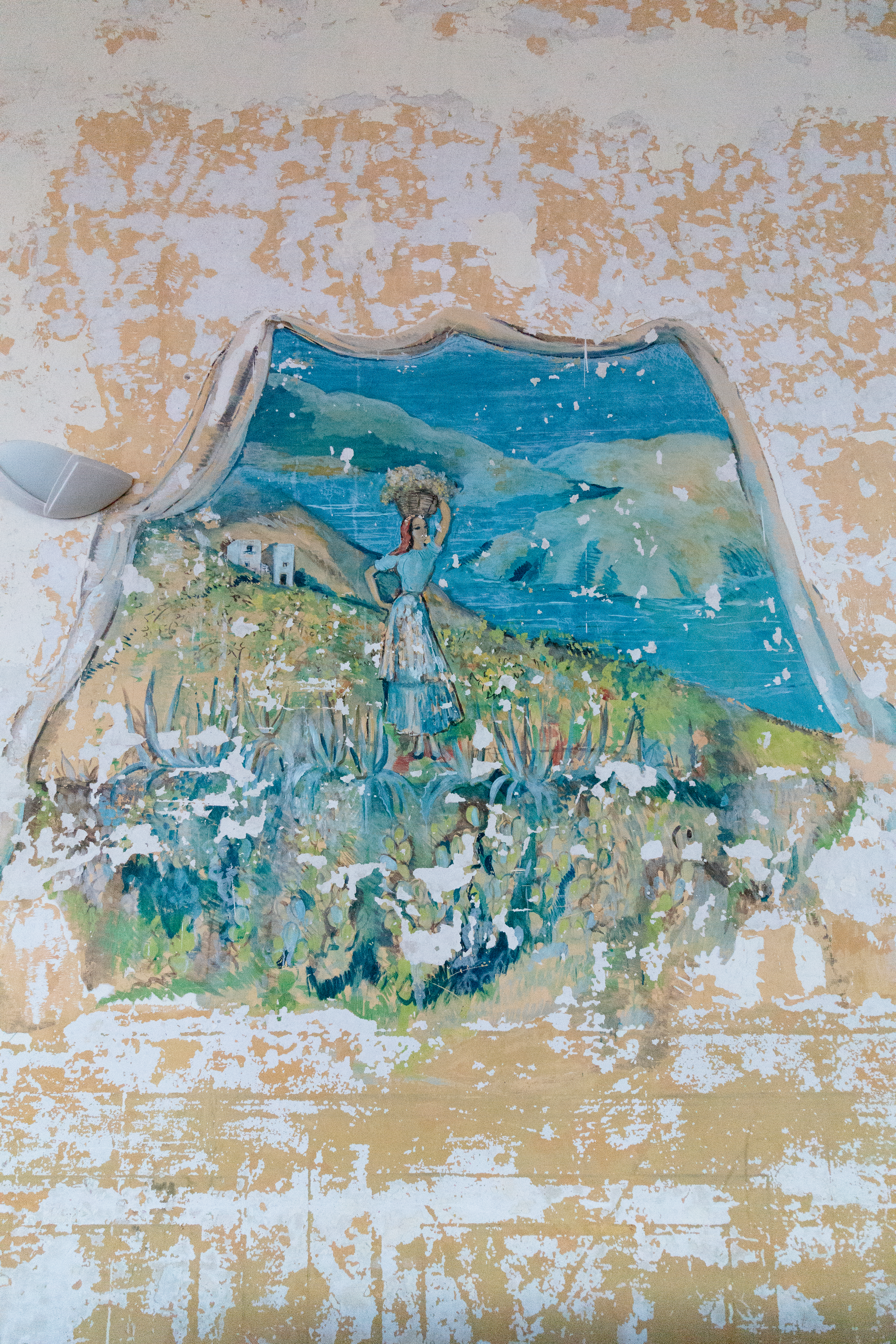
Peinture de José de Zamora.
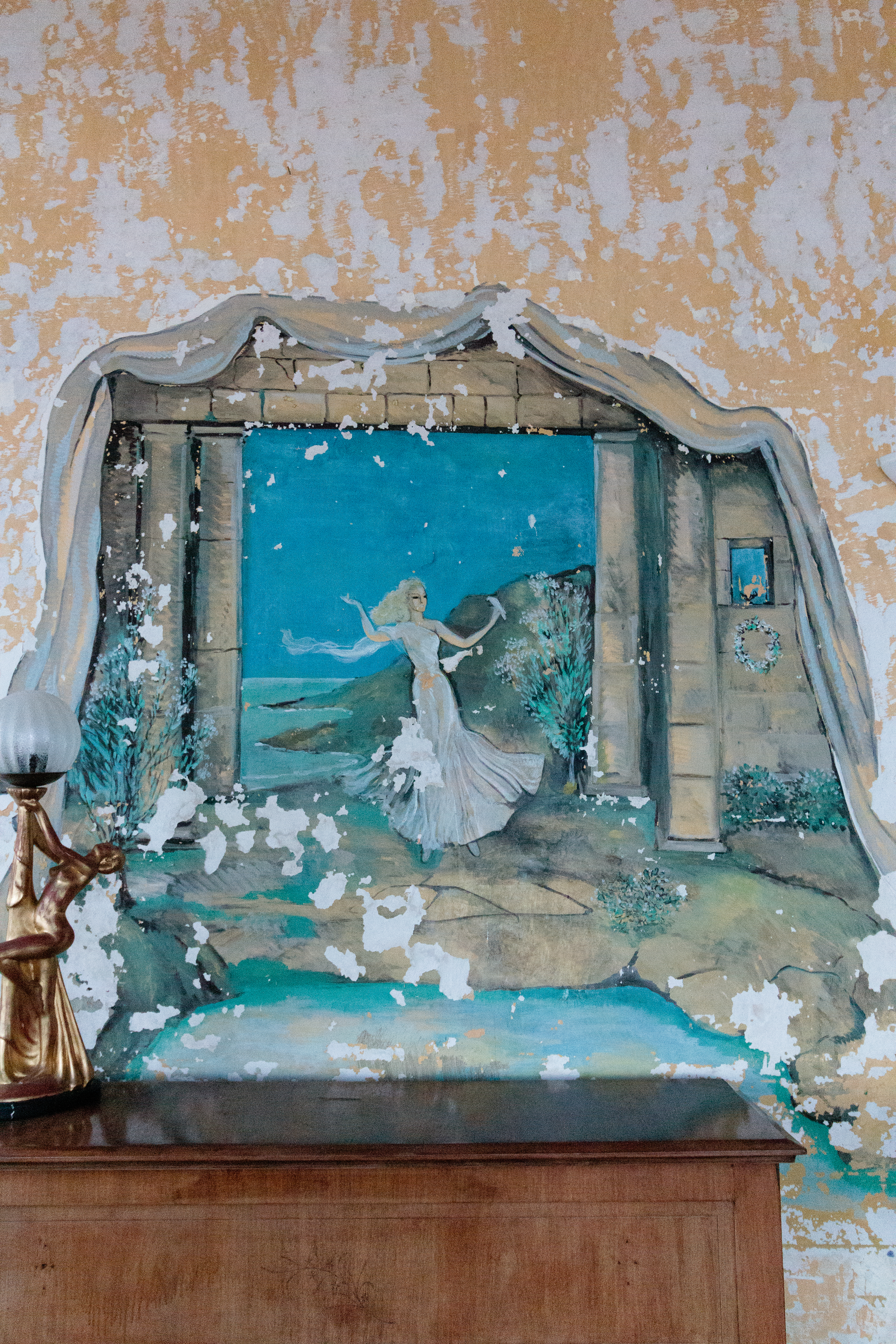
Peinture de José de Zamora.

## Rencontres cinématographiques internationales
Chaque premier week-end du mois d'octobre (à partir du jeudi) depuis 2005, les « Rencontres Cinématographiques de Cerbère-Portbou » sont organisées à l'hôtel à partir de sept séances proposées par des festivals ou des cinéastes différents. Projections uniques et différentes qui associent à chaque fois un court et un long métrage, qu'il s'agisse de documentaires ou de fictions, de films anciens ou récents, français, espagnols ou d'ailleurs.
Les Rencontres désignent deux lauréats qui bénéficient alors d'une résidence destinée à l'écriture et/ou aux repérages d'un film à venir (sur un territoire allant de Portbou à Collioure) et de la responsabilité de proposer chacun une séance.

## Notoriété
Un reportage sur le bâtiment a été effectué par l'émission Thalassa de France 3 diffusé le 31 mai 2013 et rediffusé le 11 juillet 2014 et le 11 mars 2016. On y découvre, entre autres, la salle à manger avec ses fresques murales, le cinéma et la terrasse sur le toit.
En février 2015, des scènes du premier épisode (« Philippe Muir ») de la série Capitaine Marleau de Josée Dayan pour France Télévisions ont été tournées dans ce bâtiment.
En novembre 2022, Léa Pool y tourne le film Hôtel Silence, sorti en mars 2024.

### Personnalités liées à l'hôtel
Un grand nombre d'artistes se sont produits dans la salle de spectacles de l'hôtel au cours du XXe siècle, comme Fernandel, Mistinguett ou encore Maurice Chevalier. De plus, de nombreuses personnalités ont séjourné dans l'édifice, comme Michèle Morgan, Orson Welles, Bourvil, Francis Blanche, Gina Lollobrigada, Josée Dayan ainsi que Gérard Depardieu.

## Galerie

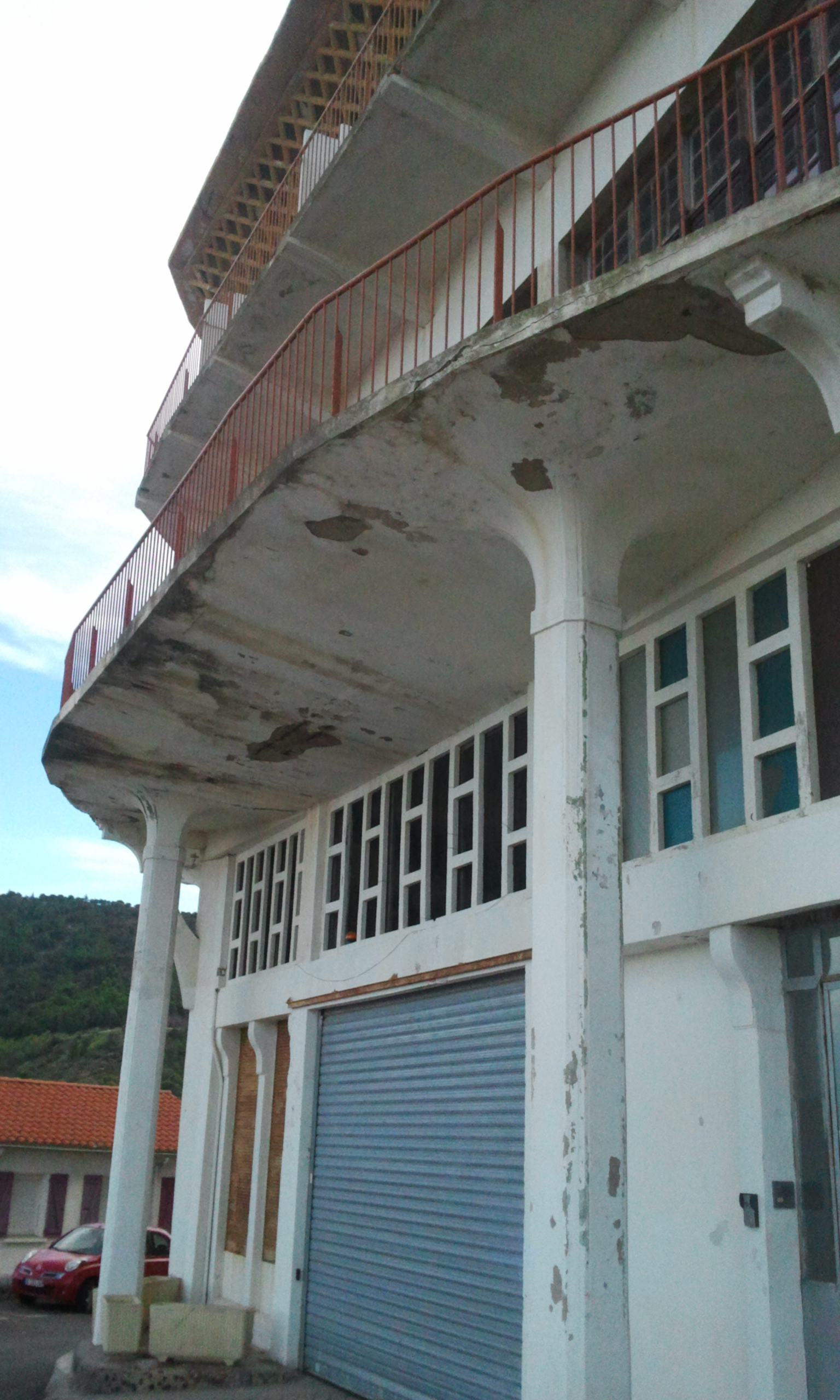
Façade nord.
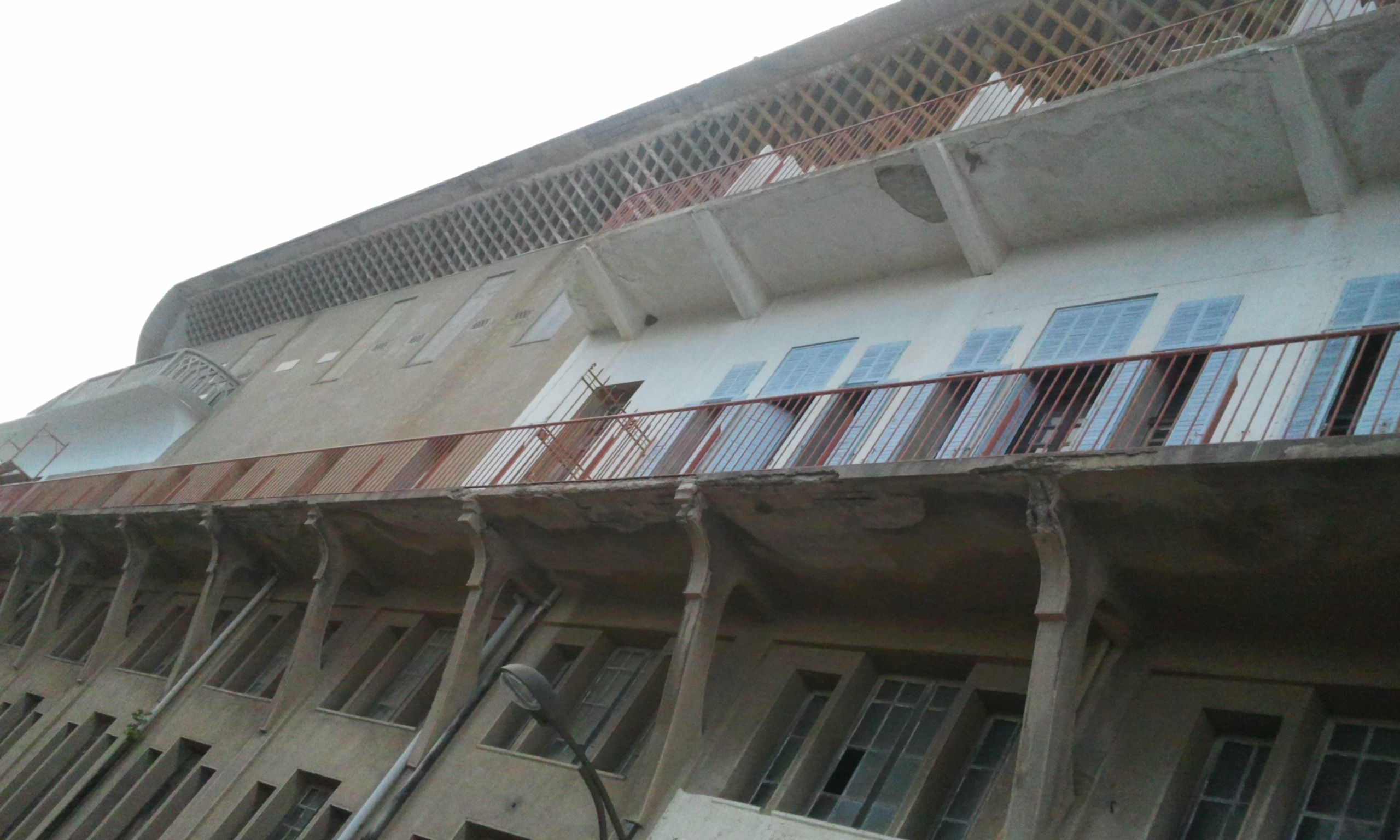
Façade est.
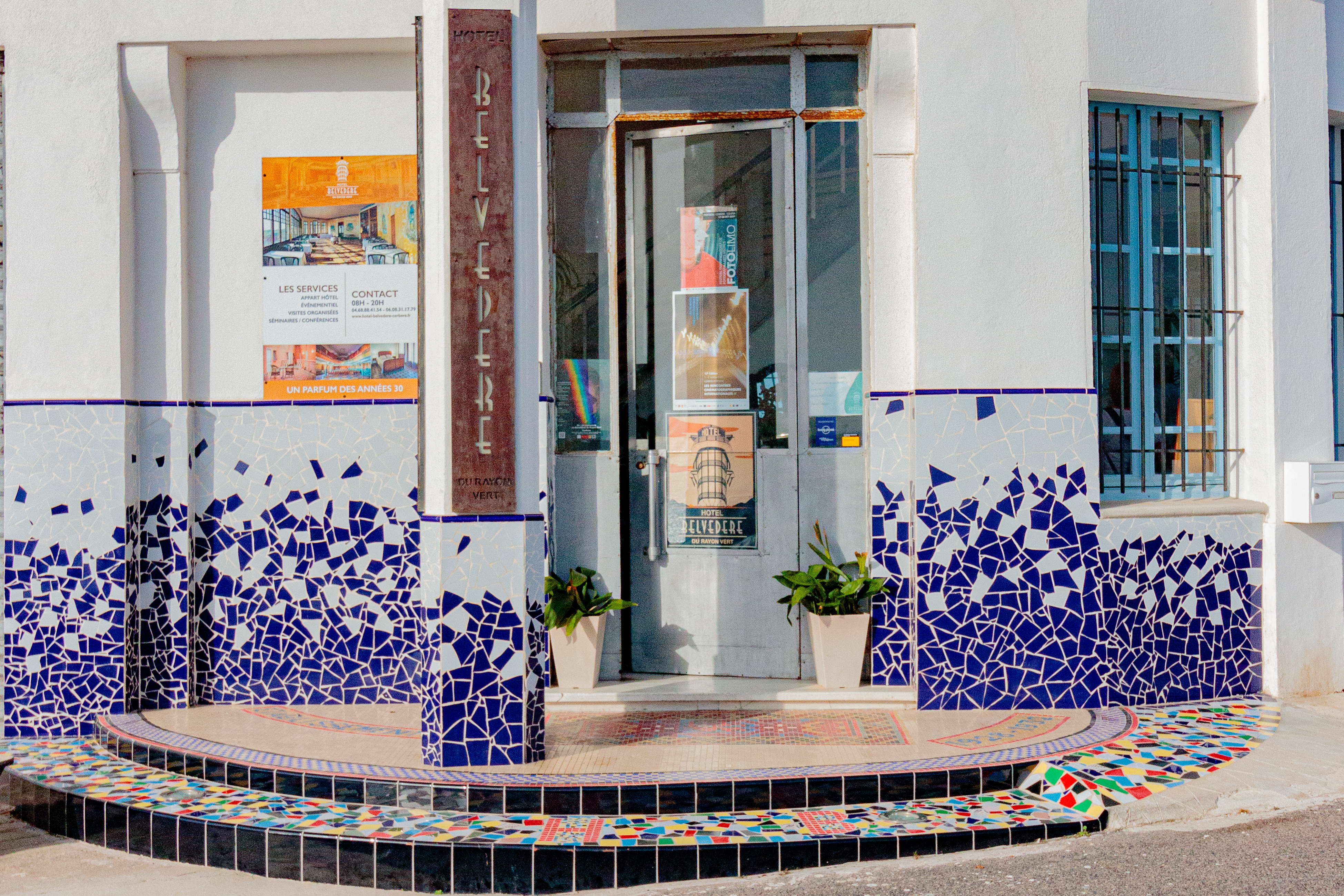
Perron.
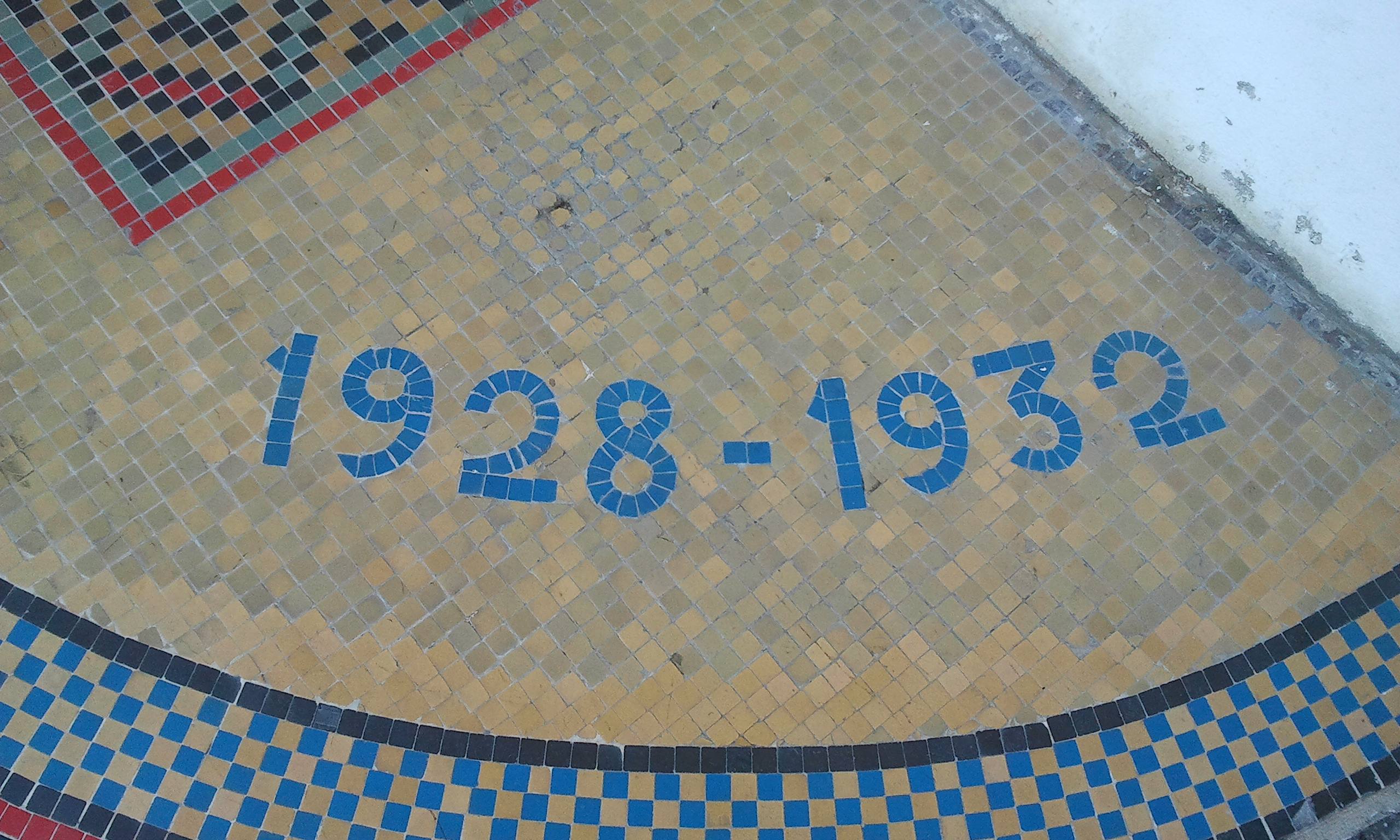
Détail du perron.
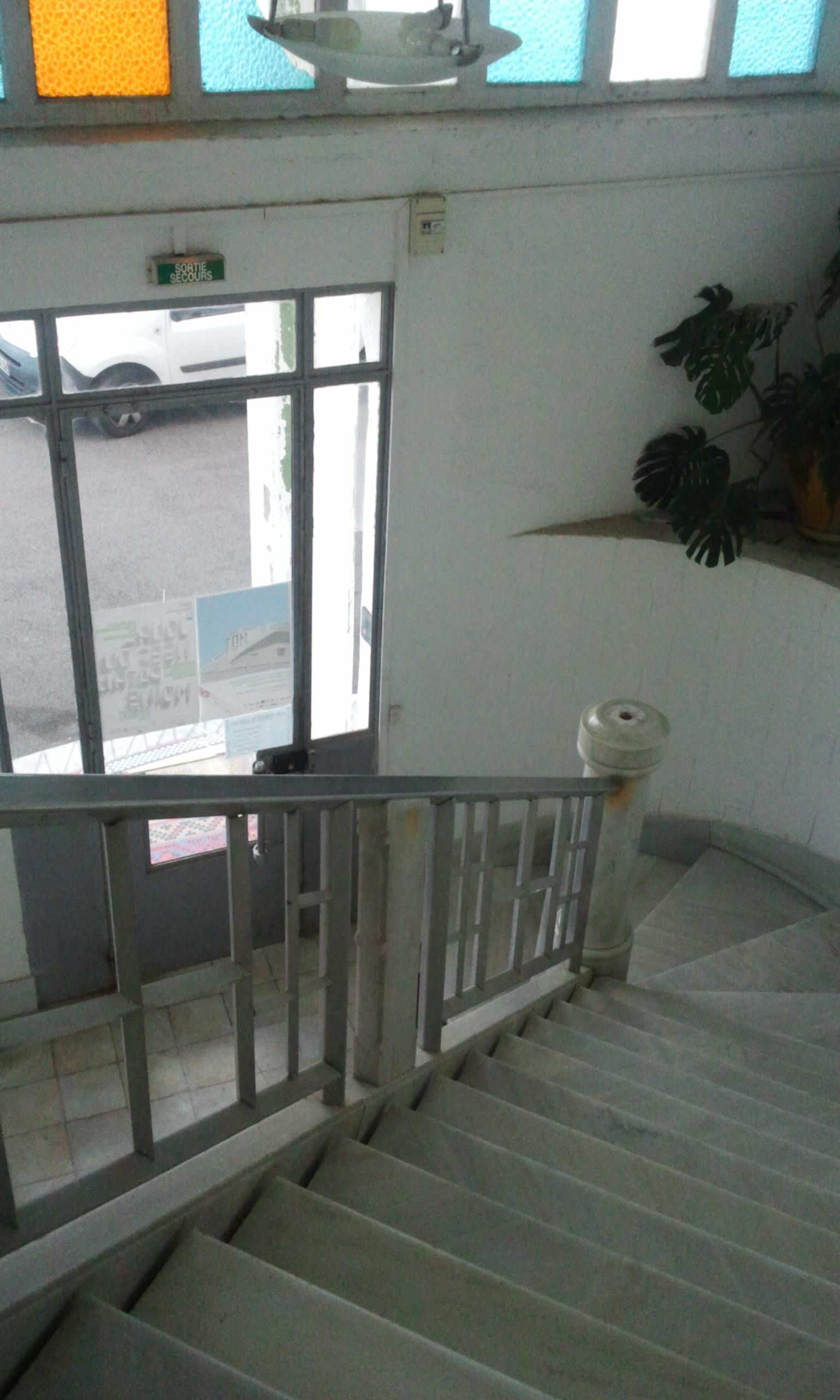
Hall d'entrée.
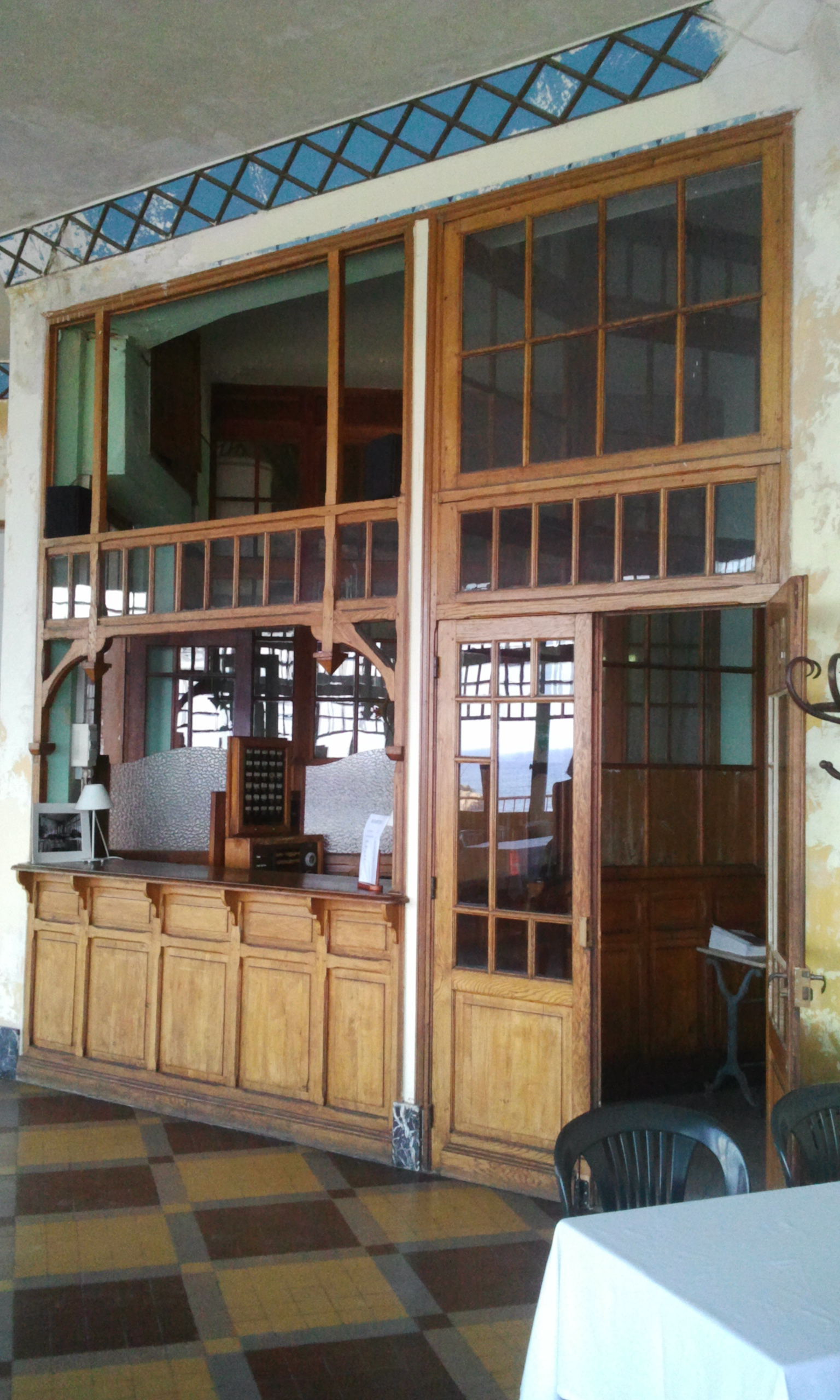
Accueil.

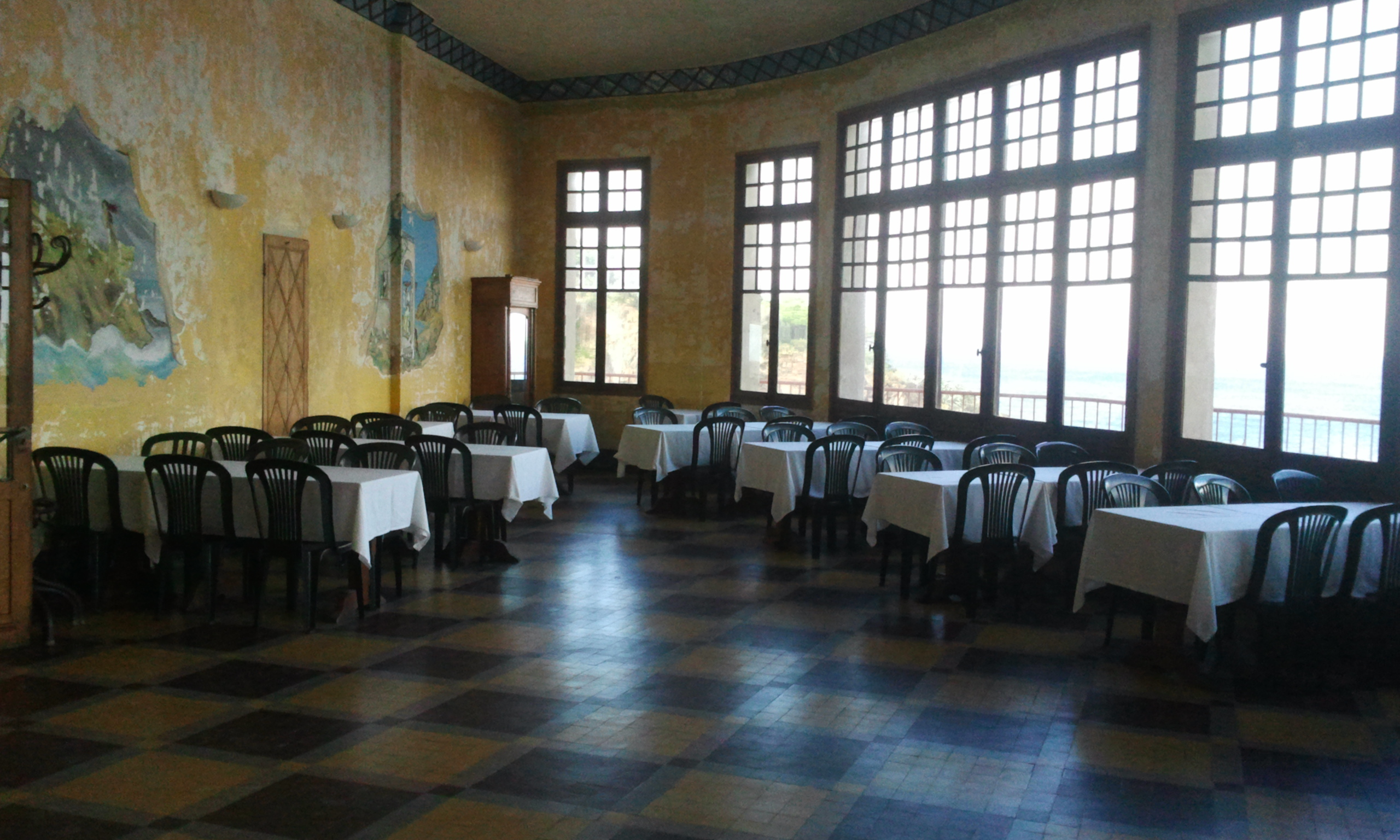
La salle à manger.
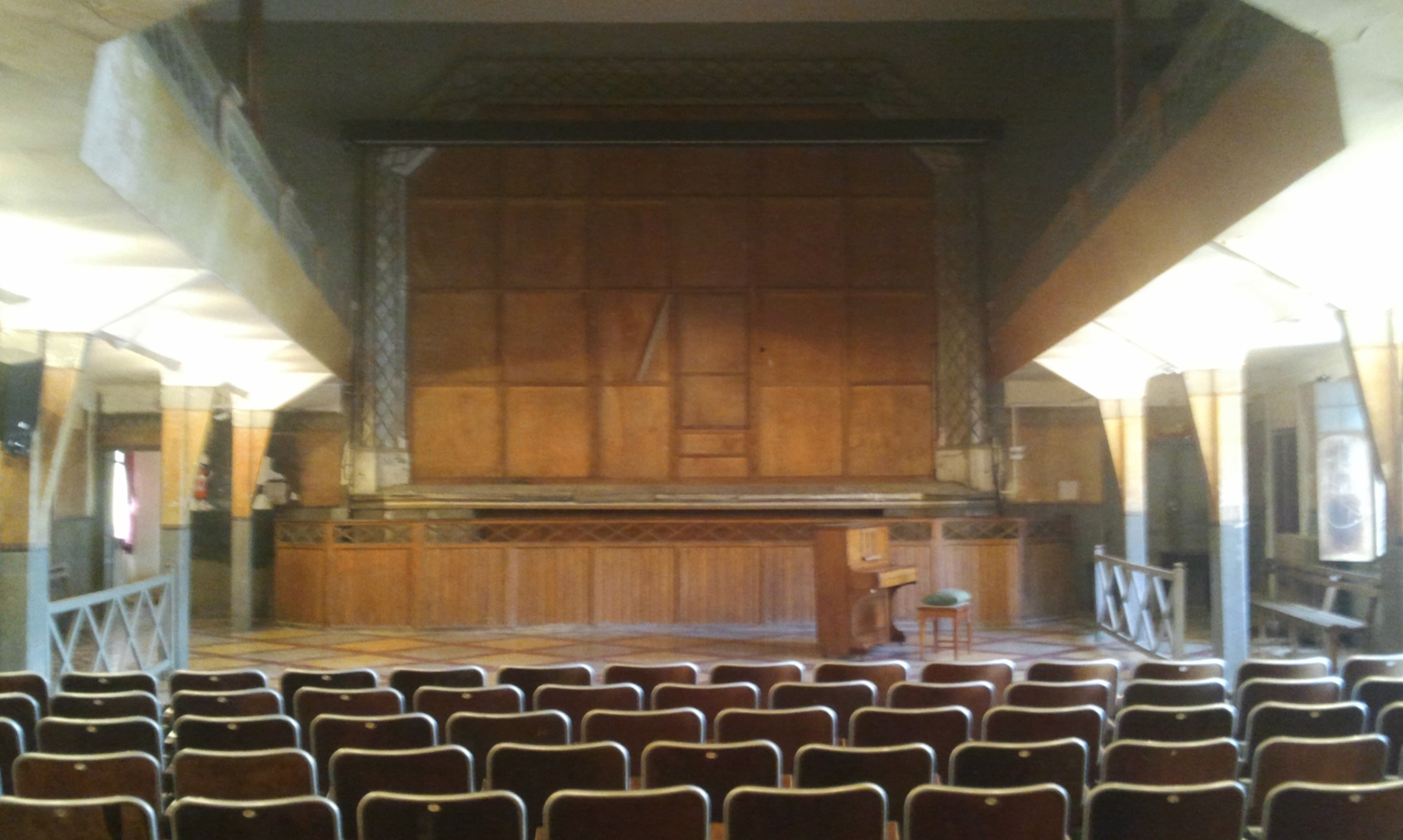
La salle de cinéma.
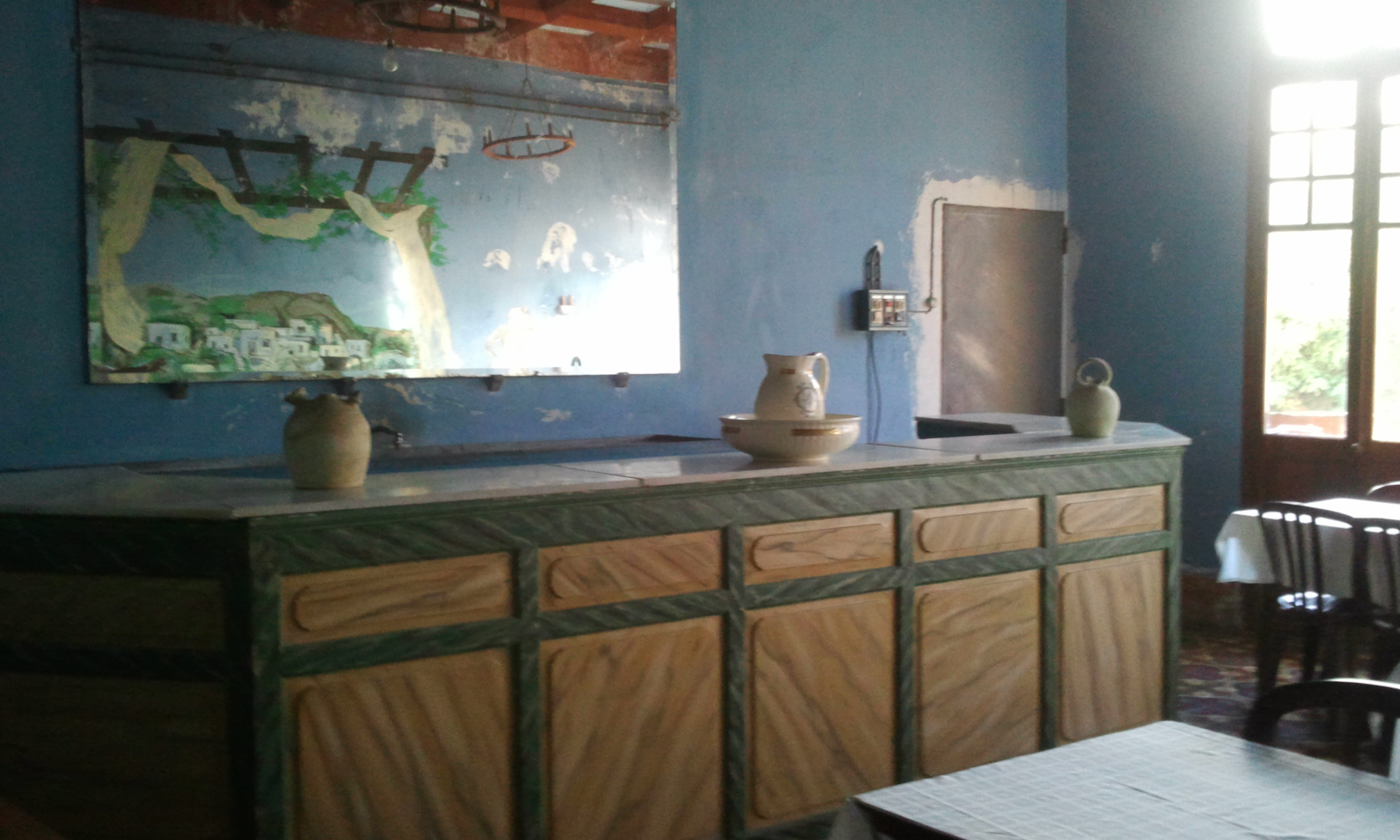
Le bar.
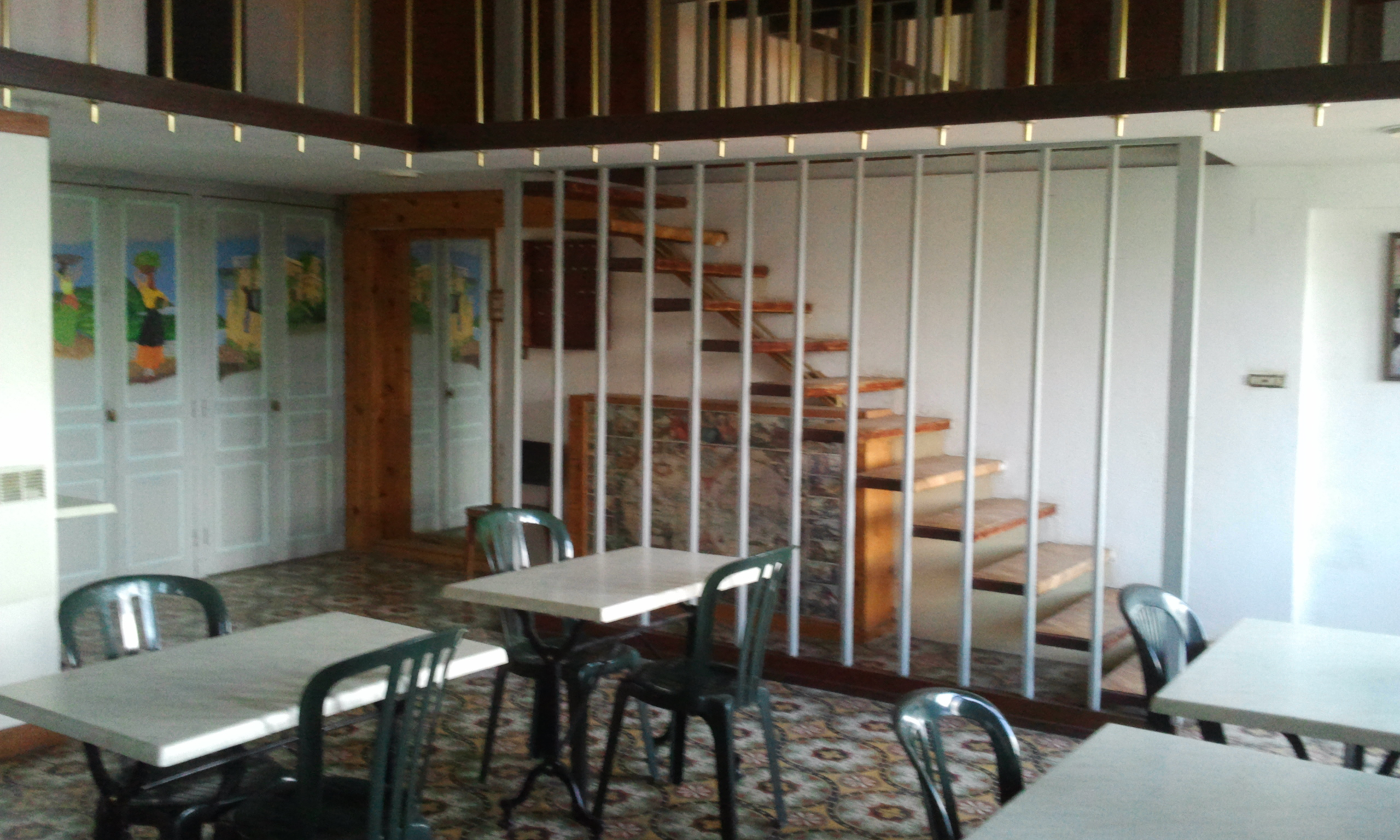
Le fumoir.

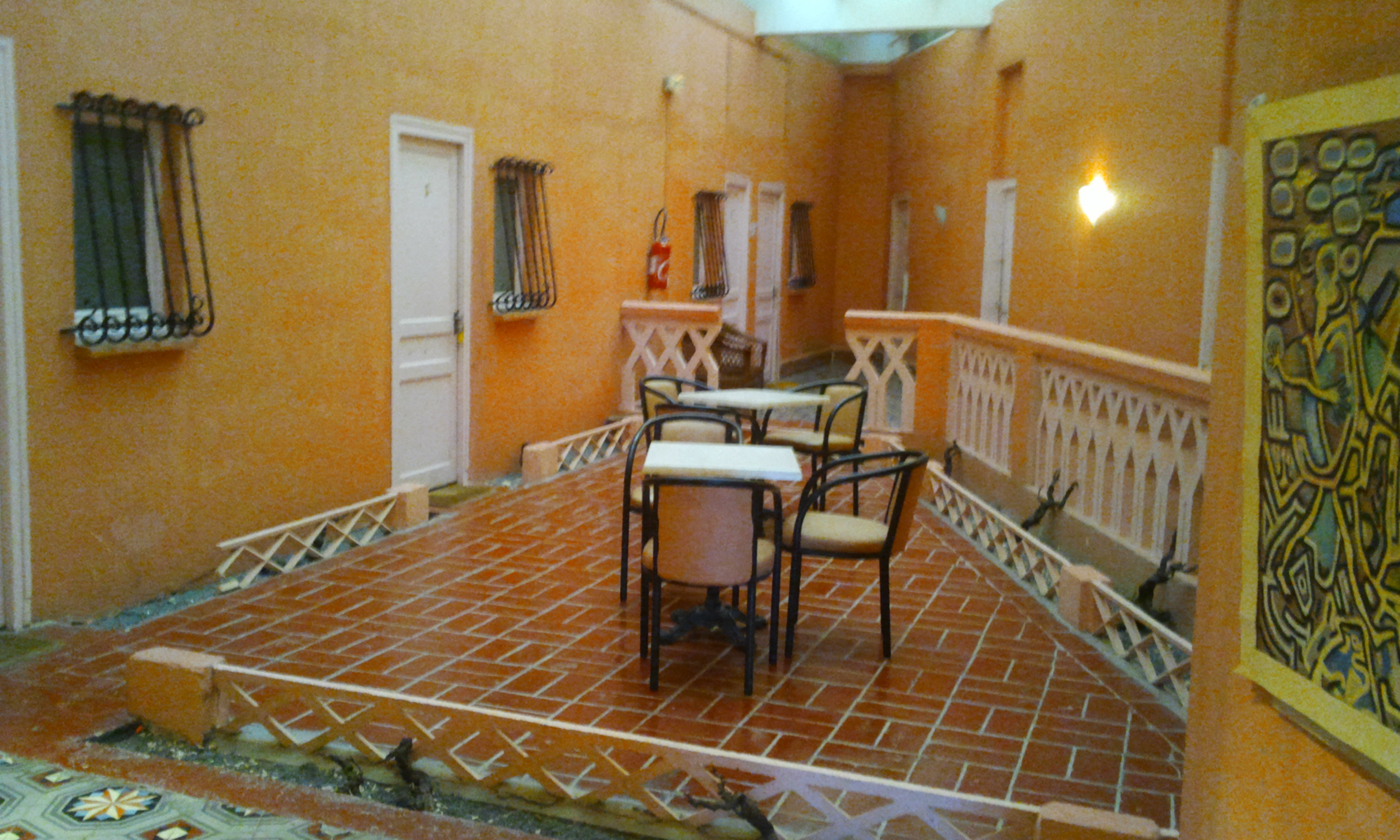
Le hall du 2e étage.
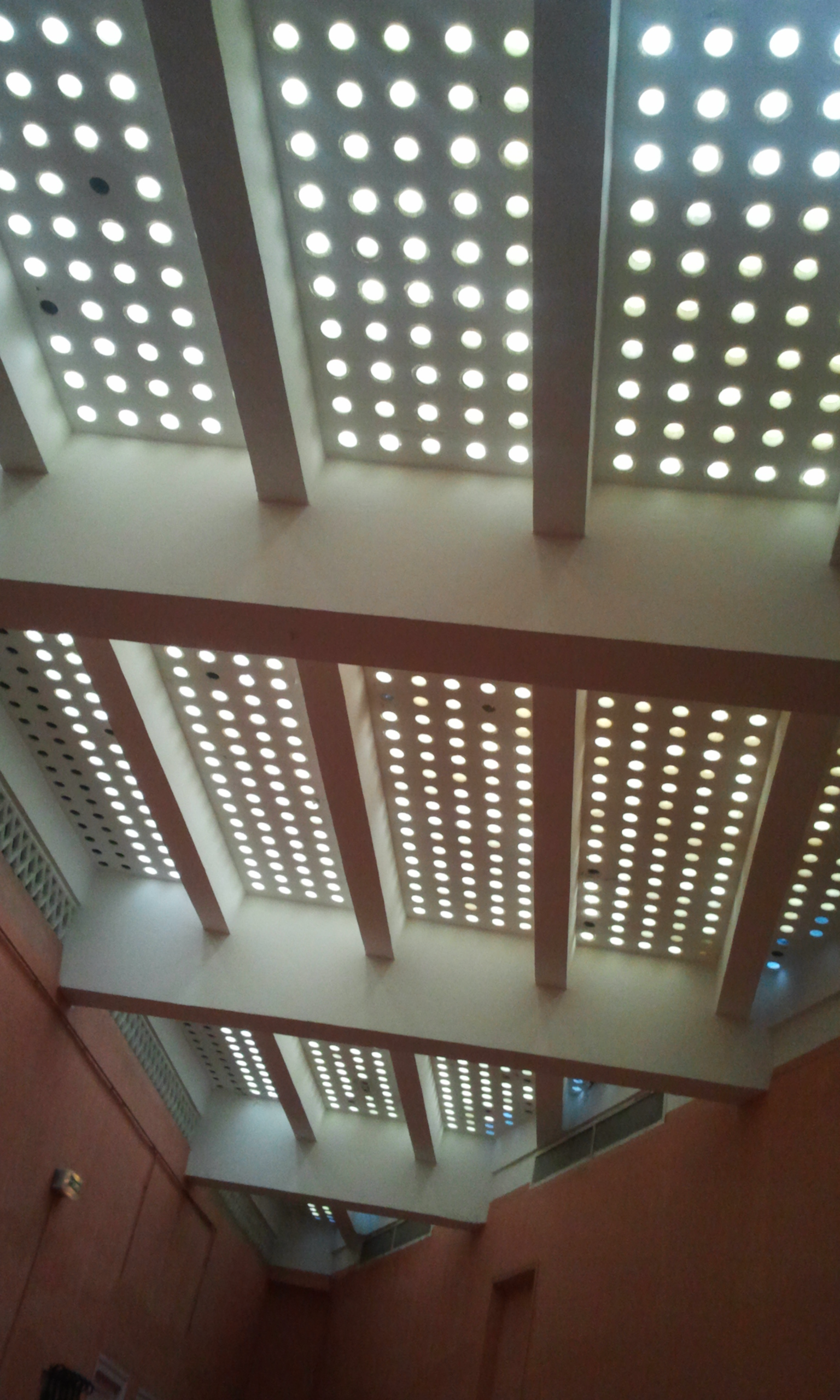
Plafond du 2e étage.
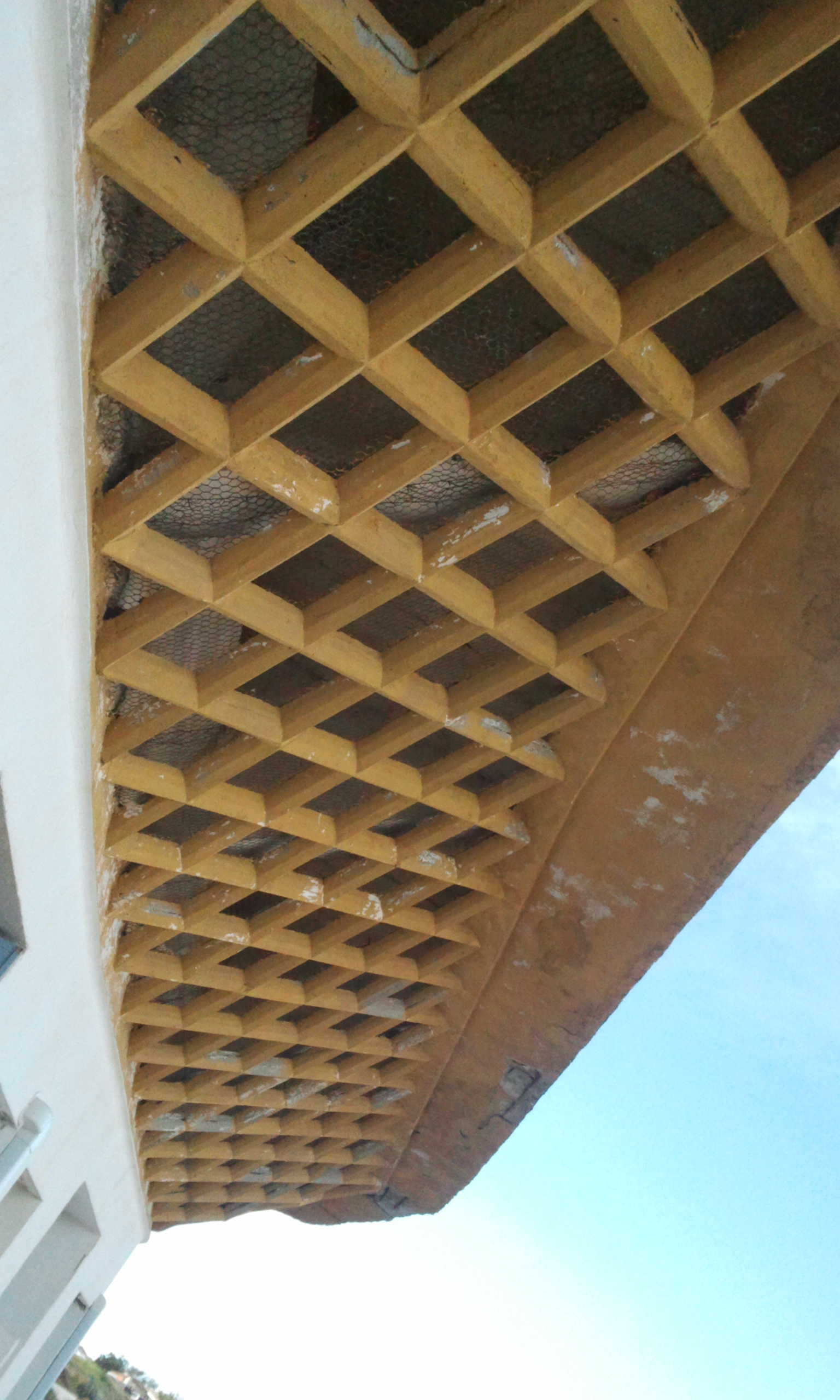
Surplomb du toit.